# Manuel Canabal
Manuel Canabal Fiestras (Forcarey, Pontevedra, 10 de noviembre de 1974) es un exfutbolista español. Jugaba en la posición de delantero centro.
Una lesión de espalda le forzó a dejar el fútbol en 2005 cuando jugaba en el Pontevedra C. F.

## Palmarés
- Campeón de Segunda División (1): 1996-97

## Clubes
| Club                      | País   | Año       |
| ------------------------- | ------ | --------- |
| Pontevedra CF             | España | 1994-1995 |
| Mérida Promesas           | España | 1995      |
| CD Leganés (cedido)       | España | 1996      |
| CP Mérida                 | España | 1996-1997 |
| Real Madrid               | España | 1997-2000 |
| R. Valladolid (cedido)    | España | 1998      |
| Deportivo Alavés (cedido) | España | 1998-1999 |
| Rayo Vallecano (cedido)   | España | 1999-2000 |
| Málaga CF                 | España | 2000-2004 |
| Pontevedra CF             | España | 2004-2005 |